# Carrozzeria Maggiora
Carrozzeria Maggiora was een Italiaanse carrosseriebouwer uit Moncalieri (Turijn) die onder andere de Lancia Kappa coupé, ontworpen door Gianna Maggiora, en de Fiat Barchetta produceerde. In 2003 sloot het bedrijf zijn deuren.

## Geschiedenis
Het bedrijf werd opgericht in 1925 als "Martelleria Maggiora" door Arturo Maggiora. In 1951 werd het hoofdkantoor verplaatst naar Borgo San Pietro. In de jaren zestig bouwde Maggiora in opdracht van Pietro Frua de carrosserieën voor onder andere de Glas (BMW) GT, de Glas V8 en de Maserati Mistral. Andere klanten in die tijd waren grote autoconstructeurs zoals Fiat en Lancia, maar ook voor Abarth en Cisitalia produceerde Maggiora verschillende carrosserieën. Later kwam daar nog De Tomaso bij met de De Tomaso Mangusta en van 1977 tot 1978 de De Tomaso Pantera. In de jaren tachtig kreeg Maggiora de opdracht van Bitter om de carrosserieën voor de Bitter SC Coupé (1982) en de Bitter SC Sedan (1984) te bouwen.
Naast het vervaardigen van carrosserieën in opdracht ontwierp Maggiora ook diverse prototypes en conceptwagens, waaronder een Barchetta Coupé. Tot een serieproductie kwam het echter niet omdat Fiat dit marktsegment al op andere manieren bediende met de Fiat Coupé die door Pininfarina gebouwd werd.
Begin jaren negentig werd Maggiora eigenaar van de voormalige Lanciafabriek in Chivasso, waar de Lancia Delta werd geproduceerd. De laatste auto die door Maggiora gebouwd werd was de Fiat Barchetta. In 2003 ging het bedrijf failliet.

## Voertuigen geproduceerd door Maggiora (selectie)
- Lancia Aurelia B20
- Lancia Flaminia Touring
- Alfa Romeo 2000 Touring
- Fiat 2300 S Coupé
- Maserati Mistral
- De Tomaso Mangusta
- De Tomaso Pantera
- Fiat Barchetta
- Lancia Kappa Coupé

## Galerij

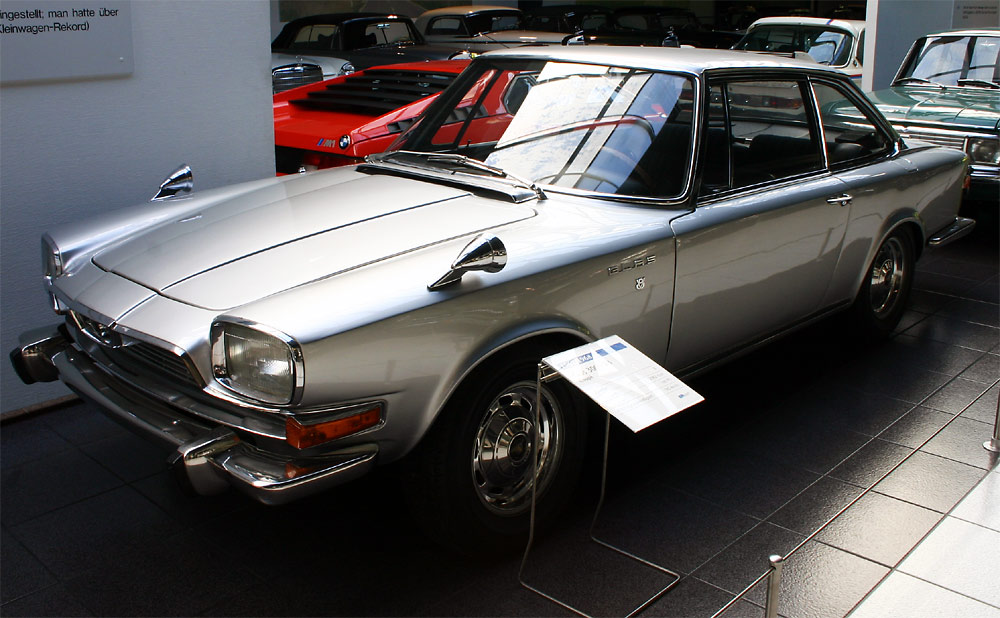
Glas V8 (1966)
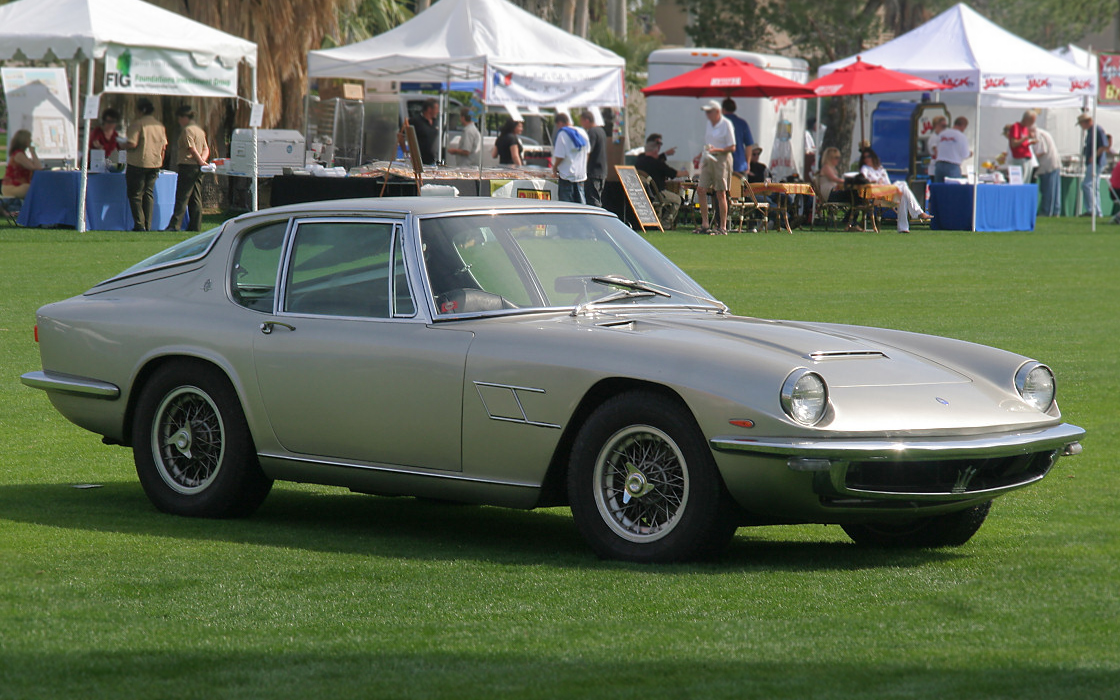
Maserati Mistral (1967)
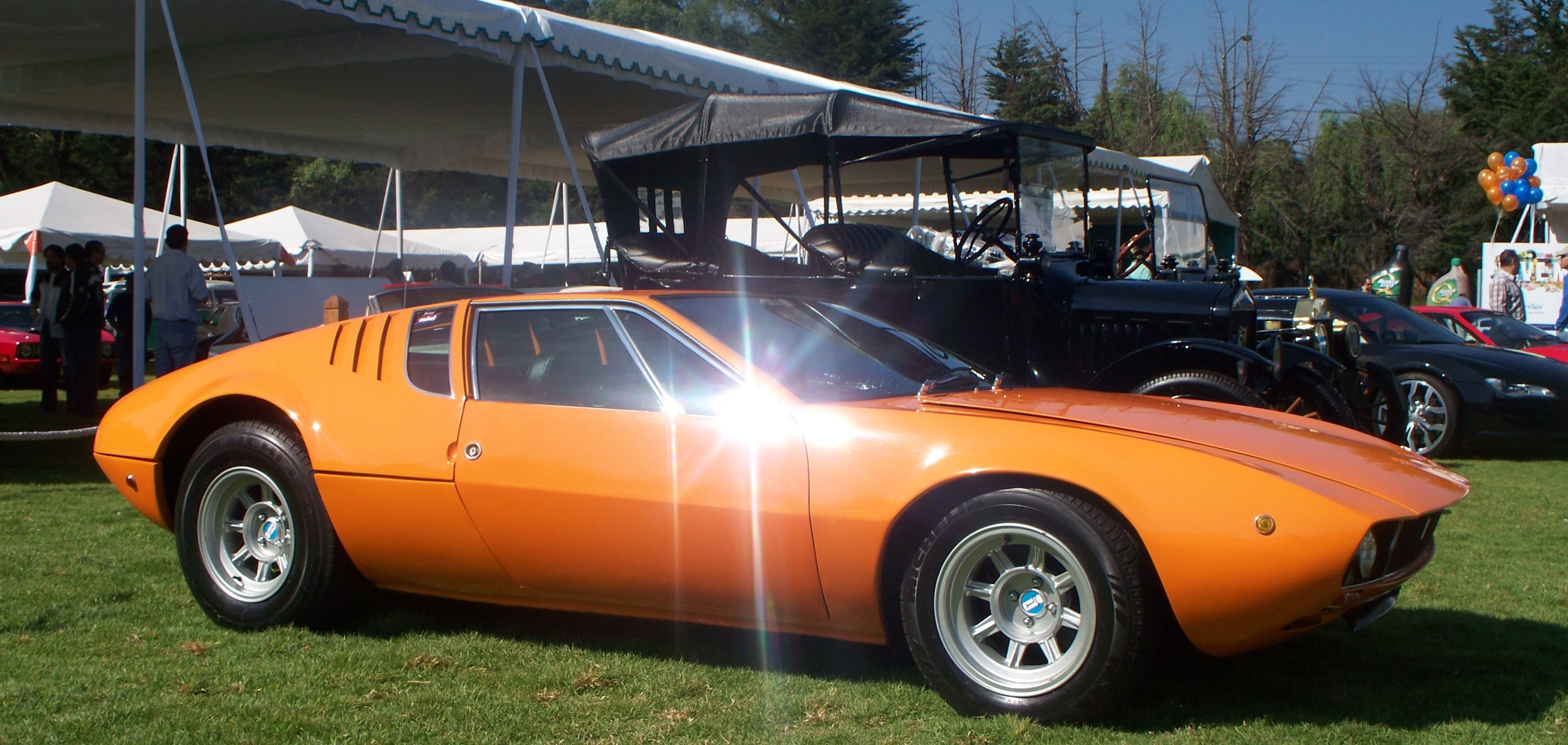
De Tomaso Mangusta (1967)
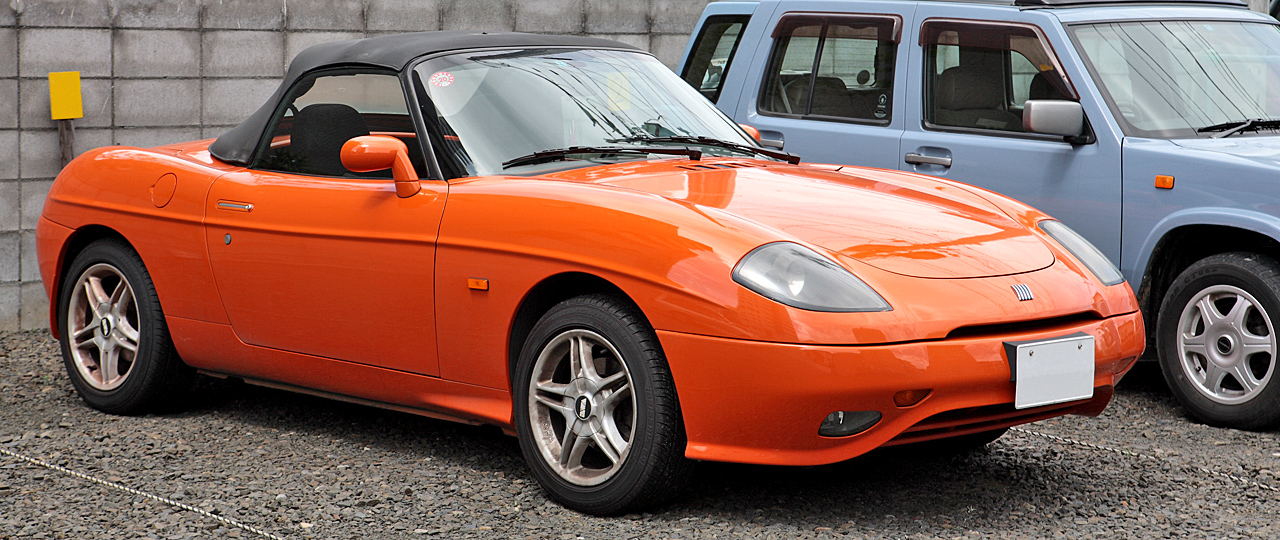
Fiat Barchetta (1995)
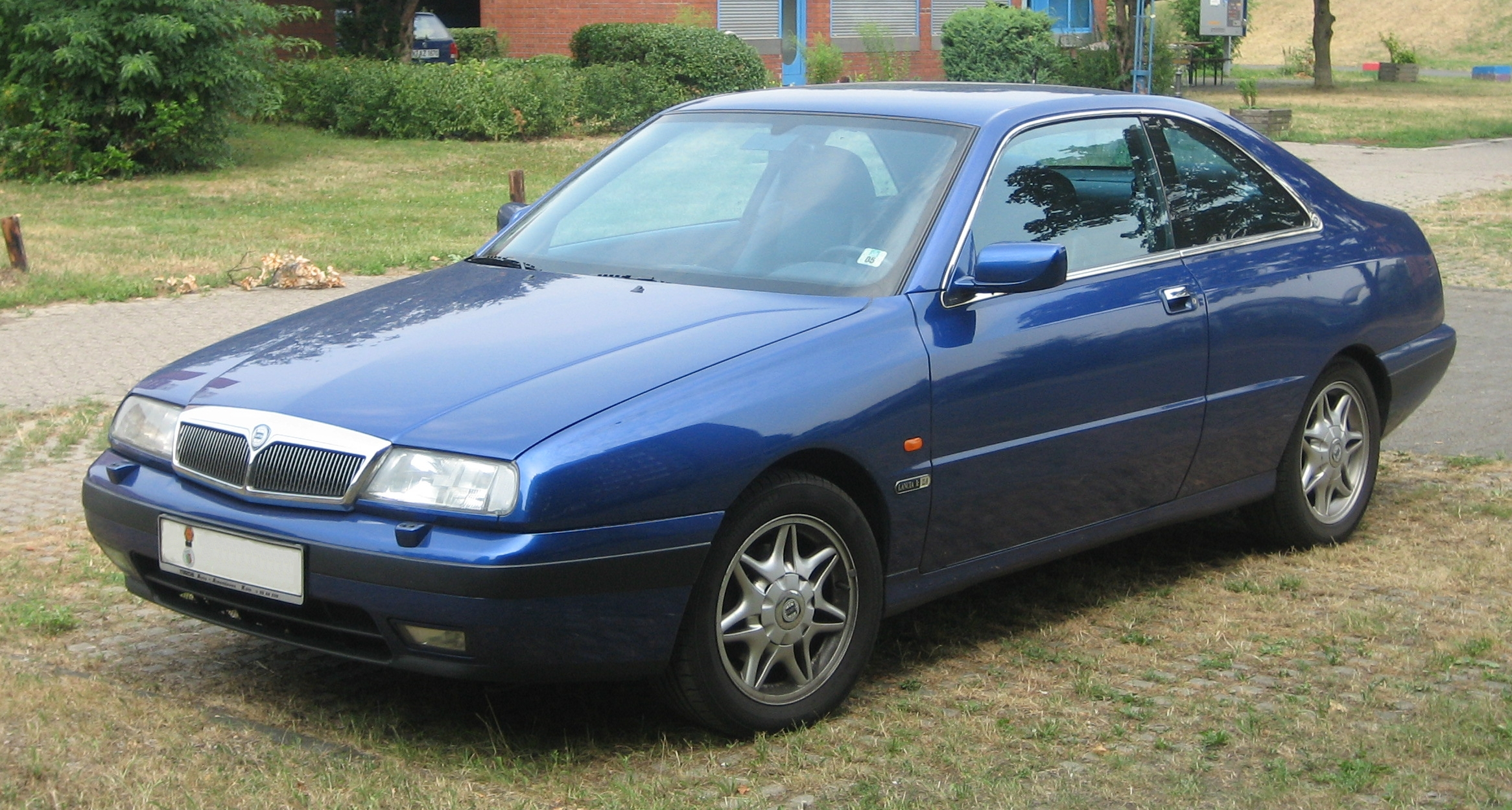
Lancia Kappa Coupé (1996)